# 卫星影像

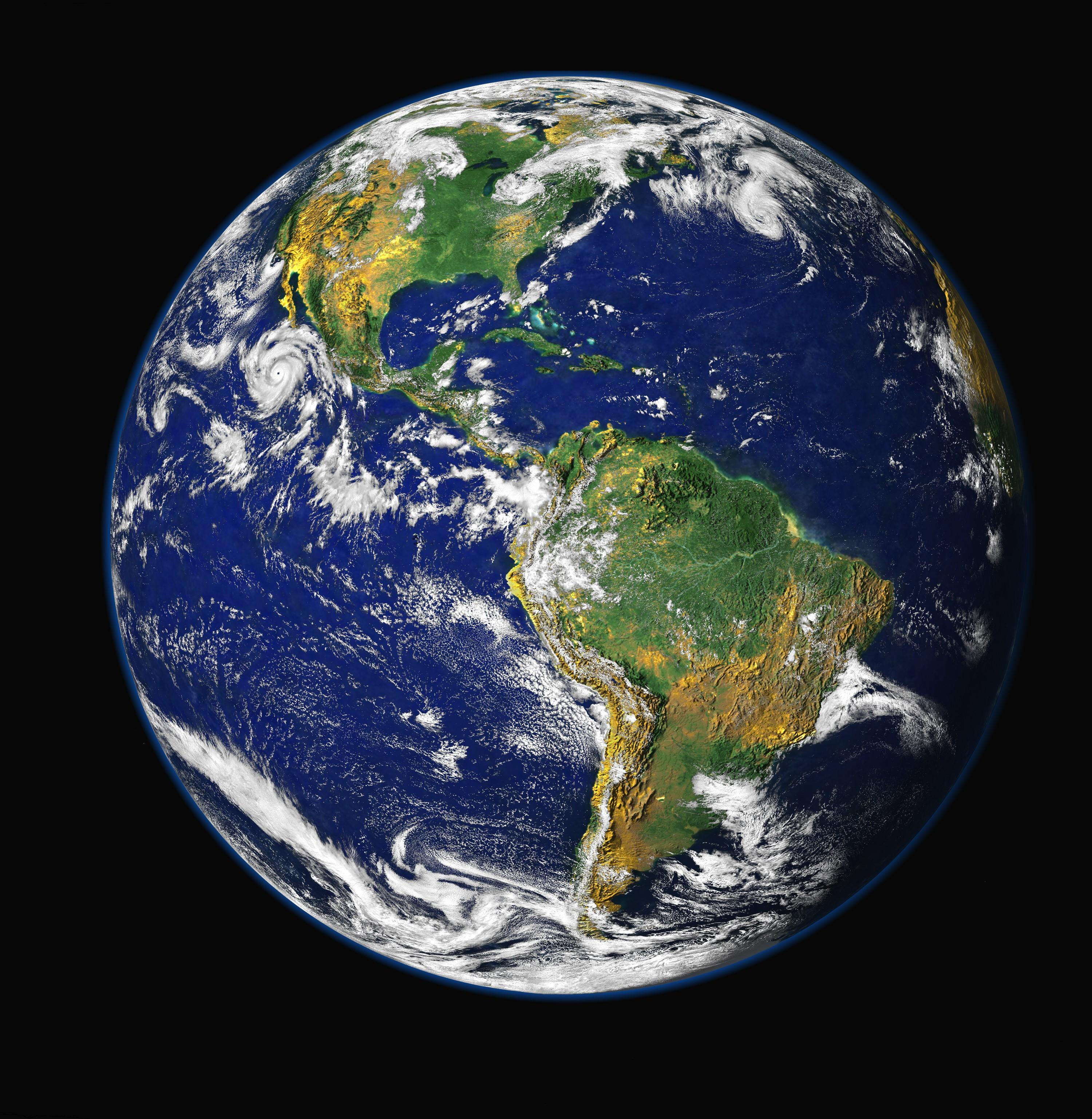
衛星地圖可讓人類看到太空中地球的模樣

卫星影像，又稱卫星图（Satellite imagery）、卫星地图、卫星图像，是指搭载在人造卫星上的摄影设备拍摄的地球或其它星球的地圖式照片。

## 历史
- 第一幅地球的卫星影像是由美国的TIROS-1拍摄。
- 第一幅月球的卫星影像是由苏联的月球3號拍摄。

## 地球的卫星图像
在战争导航，地理行业有较广泛的应用。
其中Google和微软公司还从NASA（美国宇航局）买到了2-4年前拍摄的低精度的民用地球卫星图像，作为自己公司产品的一部分Google Maps、Google Earth和Windows Live Local，这样低精度的卫星地图最清晰的一般只可以看清楚汽车。
NASA自己也发布了一个开放源代码的地理科普软件NASA World Wind。
美国的GPS卫星定位系统也广泛用于民用目的，如车载GPS导航。

## 参見
- 地圖
- 遥感
- 电子地图
- 电子地图服务
- Google Maps
- Google Earth
- Google Moon
- Google Mars
- Windows Live Local
- Wikimapia，結合Google Maps及Wiki引擎的計劃。